# Ermengarda de Nevers
Ermengarda de Nevers (n. 1073–d. 1100) a fost fiică a contelui Renauld al II-lea de Nevers și de Auxerre cu Ida de Forez.
Ermengarda a fost soția lui Milo de Courtenay (d. 1127), fiul lui Josselin de Courtenay și Isabela.
Fiul lor a fost Renauld de Courtenay.